# Westermanns Monatshefte

Titelblatt von Heft 443, vom August 1893

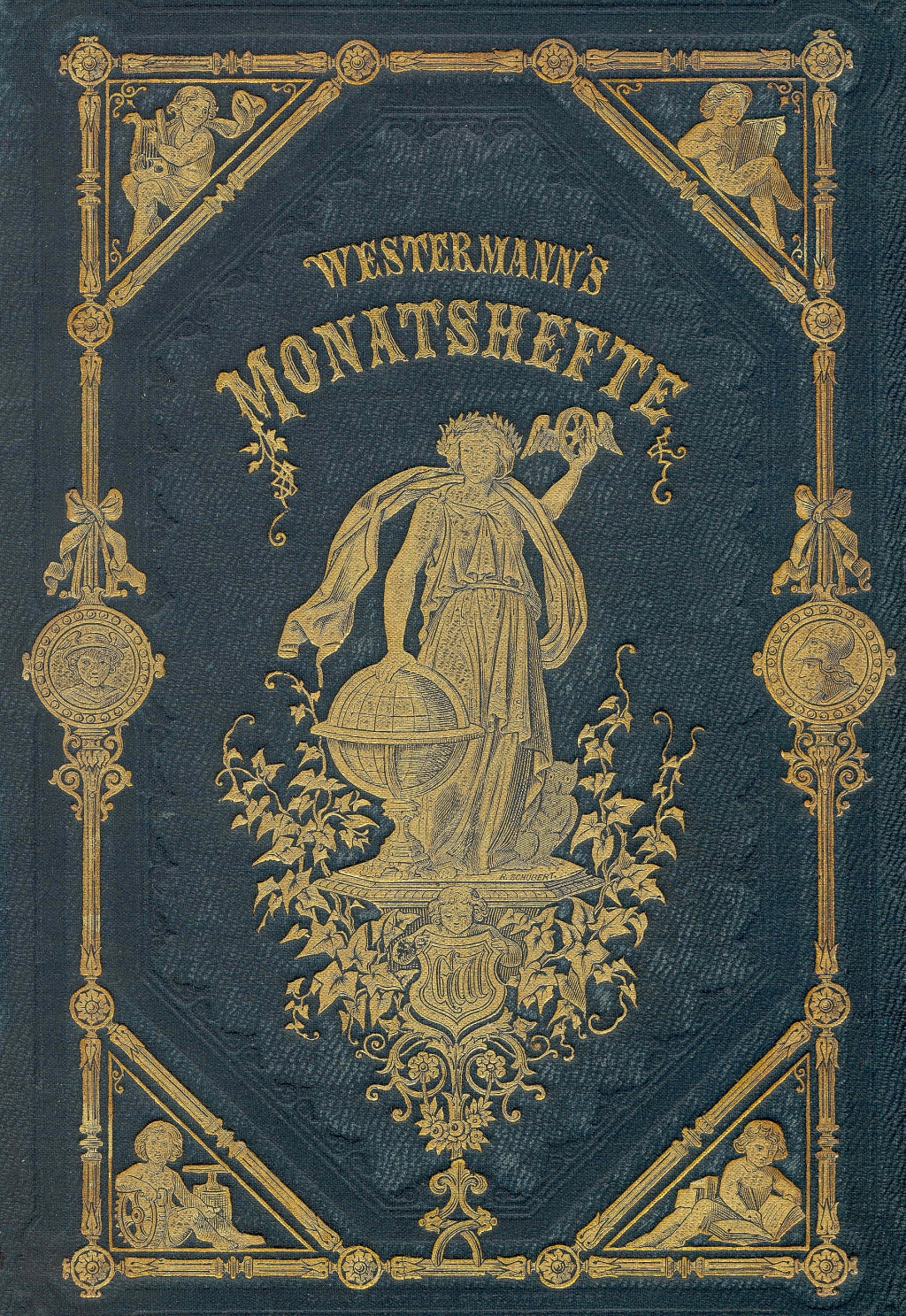
Bucheinband von 1861

Westermanns Monatshefte war eine deutsche Kulturzeitschrift, die ab Oktober 1856 monatlich zuerst unter dem Titel Westermann’s illustrirte deutsche Monats-Hefte. Ein Familienbuch für das gesamte geistige Leben der Gegenwart im Verlag von George Westermann in Braunschweig erschien. Die letzte Ausgabe wurde im Februar 1987 herausgebracht.
Erster Redakteur der Monatshefte war Adolf Glaser, der dieses Amt mit Unterbrechungen bis 1907 innehatte und prägend für den literarischen Rang der Zeitschrift war. Im ersten Jahr hatten die Monatshefte 3.000 Abonnenten, der Höchststand war 1960 mit 105.000 erreicht. Von Oktober 1944 bis 1948 war das Erscheinen kriegsbedingt eingestellt.

## Geschichte
Die Monatshefte richteten sich an das Bürgertum; sie enthielten Vorabdrucke verschiedener zeitgenössischer literarisch künstlerischer Werke, so des poetischen Realismus. Zu den Autoren, die in ihnen abgedruckt wurden, zählten z. B.: Marie von Ebner-Eschenbach, Theodor Fontane, Friedrich Hebbel, Wilhelm Raabe und Theodor Storm.
Westermann hatte sich bei der inhaltlichen Gestaltung seiner Monatshefte zunächst an englischsprachigen Vorbildern, wie beispielsweise am Harper’s New Monthly Magazine, orientiert. Je ein Drittel des Inhalts bestand aus allgemein kulturellen Themen, geografischen oder naturwissenschaftlichen Artikeln und Novellen. Ab 1878 wurde der Schwerpunkt weiter in Richtung Belletristik verlagert.
Die Zeitschrift wechselte im Laufe der Zeit mehrfach Titel und Untertitel, erst ab Oktober 1906 erhielt sie den, der bis zur letzten Ausgabe blieb: Westermanns Monatshefte.
Die in den Jahren 1927 bis 1929 beim Schünemann Verlag in Bremen erschienene Zeitschrift Schünemanns Monatshefte Deutsche Blätter für Kunst und Leben wurden übernommen. 1943 ging die Zeitschrift Der Türmer. Monatsschrift für Gemüt und Geist in Westermanns Monatsheften auf.
In den 1950er und 1960er Jahren waren Westermanns Monatshefte eine auf Kunstdruckpapier herausgegebene, mit Schwarzweiß- und Farbdrucken höchster Qualität ausgestattete Kulturzeitschrift, die sich Architektur, Design, Literatur, Musik und Theater widmete. Auch wissenschaftliche Themen wie die Entwicklung von Flugzeugmotoren vom Propeller- bis zum Raketenantrieb spielten eine Rolle.
Jedem Monatsheft war von 1955 bis 1962 eine vierseitige kartographische Sammelbeilage beigefügt, so dass sich über acht Jahre ein „Welt und Wirtschaft“ überschriebener Atlas von 384 Seiten ergab.
1981 wurde die Zeitschrift mit dem Niedersachsenpreis für Publizistik ausgezeichnet.
Ein Wandel in der Leserschaft und den Lesegewohnheiten, gepaart mit finanziellen Problemen des Verlages, der sich in zunehmendem Maße auf das Schulbuchgeschäft konzentrierte, führten schließlich dazu, dass die Monatshefte 1985 verkauft und ihr Erscheinen 1987 endgültig eingestellt wurde.